# Ronnie Battle
Ronnie Battle (ur. 29 grudnia 1969 w Pittsview w Alabamie) – amerykański koszykarz, grający na pozycji rozgrywającego, bądź rzucającego obrońcy.

## Kariera zawodnicza
W koszykówkę zaczął grać w szkole średniej Chavala High School, następnie (w latach 1989–1993) występował w Auburn Tigers na Auburn University, gdzie uczył się również Charles Barkley. Podczas nauki w college’u w Auburn, Battle zaliczył:
- 43 punkty w meczu z Uniwersytetem Georgii – siódmy wynik w historii college’u
- 31 punkty w meczach z LSU w 1991 r. i Tennessee w 1993 r.
- Statystyki z 3 lat spędzonych w Auburn[1]:

| Mecze | Rzuty z gry | % z gry | za 3    | % za 3 | za 1    | & za 1 | % za 1 | Zbiórki | Śr. zbiórek | Asysty | Śr. asyst | Punkty | Śr. pkt. |
| 114   | 717/1556    | 46.1    | 236/558 | 42.3   | 246/323 | 76.2   | 267    | 7.3     | 293         | 2.57   | 1916      | 16.8   |          |

1993–1994 grał w Wichita Falls Texans w lidze CBA
- Zagrał 11 meczów, zdobywając średnio 4,7 pkt., asystując 0,5 na mecz w ciągu 15,5 minuty, zaliczając 0,9 zbiórek na mecz

1994–1996 grał w Lechu Poznań w PLK
- W pierwszym sezonie z Lechem Batimex Poznań zajął 8. miejsce po rundzie zasadniczej, przegrywając w I rundzie play-off z późniejszym wicemistrzem Polonią Przemyśl 0:3 (84:97, 80:88, 86:105)
- W drugim sezonie z 10,5 Basket Club Poznań zajął 5. miejsce po rundzie zasadniczej, przegrywając w I rundzie play-off ze Śląskiem Eska Wrocław 2:3. Battle został królem strzelców po zdobyciu 808 pkt. w całych rozgrywkach
- W ciągu 2-letniej gry w PLK jako zawodnik „Północy” dwukrotnie wystąpił w Meczu Gwiazd. W 1995 r. jego zespół wygrał 168:165, a on zdobył 20 pkt.[2], natomiast w 1996 r. „Północ” również zwyciężyła (181:133), a Battle rzucił 7 pkt.[3]
- Rzucił 49 pkt. w przegranym meczu z Nobilesem Włocławek[4].

1997–1998 grał w Sava Osiguranje Rijeka w chorwackiej II lidze
- Zaliczył średnią 18,6 pkt. na mecz